# Ségoufielle
Ségoufielle – miejscowość i gmina we Francji, w regionie Oksytania, w departamencie Gers.
Według danych na rok 1990 gminę zamieszkiwało 517 osób, a gęstość zaludnienia wynosiła 99 osób/km² (wśród 3020 gmin regionu Midi-Pyrénées Ségoufielle plasuje się na 577. miejscu pod względem liczby ludności, natomiast pod względem powierzchni na miejscu 1470.).